# Zeger Van Hee
Zeger Van Hee (Hooglede, 25 september 1909 – Leuven, 20 december 1971) was een hoogleraar en decaan aan de rechtenfaculteit van de Katholieke Universiteit Leuven. Vanuit een Vlaamse bewogenheid hielp hij lessen in het Nederlands ingang vinden. 

## Loopbaan
In het kader van de Vlaamse Leergangen doceerde Van Hee de Nederlandse rechtsvakken aan de handelsafdeling van de School voor Politieke en Sociale Wetenschappen. Op verzoek van Prosper Thuysbaert stelde de rechtenfaculteit hem in 1934 aan voor de vakken notarieel recht, notarieel administratief recht en burgerlijke rechtsvordering. Hij was een begeesterend lesgever die geen cursussen of nota's gebruikte.
In 1937 richtte Van Hee mee het Tijdschrift voor Notarissen op. Van 1951 tot 1962 was hij een zeer actief lid van het Comité voor Studie en Wetgeving van de Federatie van Notarissen.
In 1962 werd Van Hee decaan van de unitaire rechtsfaculteit. Hij was een voortrekker van het splitsen van de universiteit langs taalkundige lijnen en werd de eerste voorzitter van de Vereniging van Vlaamse Professoren (1964-1967). De strijd rond Leuven Vlaams bereikte in 1967 haar doel. Van Hee werd het volgende jaar de eerste decaan van de Nederlandstalige rechtsfaculteit. Hij maakte ruimte voor menswetenschappen en haalde onder meer de socioloog Luc Huyse binnen. In 1971 overleed hij aan de gevolgen van een beroerte.

## Eerbetoon
Een aula in het faculteitsgebouw De Valk draagt de naam Zeger Van Hee.

## Publicaties
Onder de publicaties van Van Hee in het Tijdschrift voor Notarissen kan vermeld worden:
- "Het notariële manuscript of de laatste schuiloorden der calligraphie", in: Tijdschrift voor Notarissen, 1951, nr. 2